# Oued M'Zi
Oued M'Zi (în arabă واد مزي) este o comună din provincia Laghouat, Algeria.
Populația comunei este de 3.129 de locuitori (2008).